# Marienkapelle (Endel)

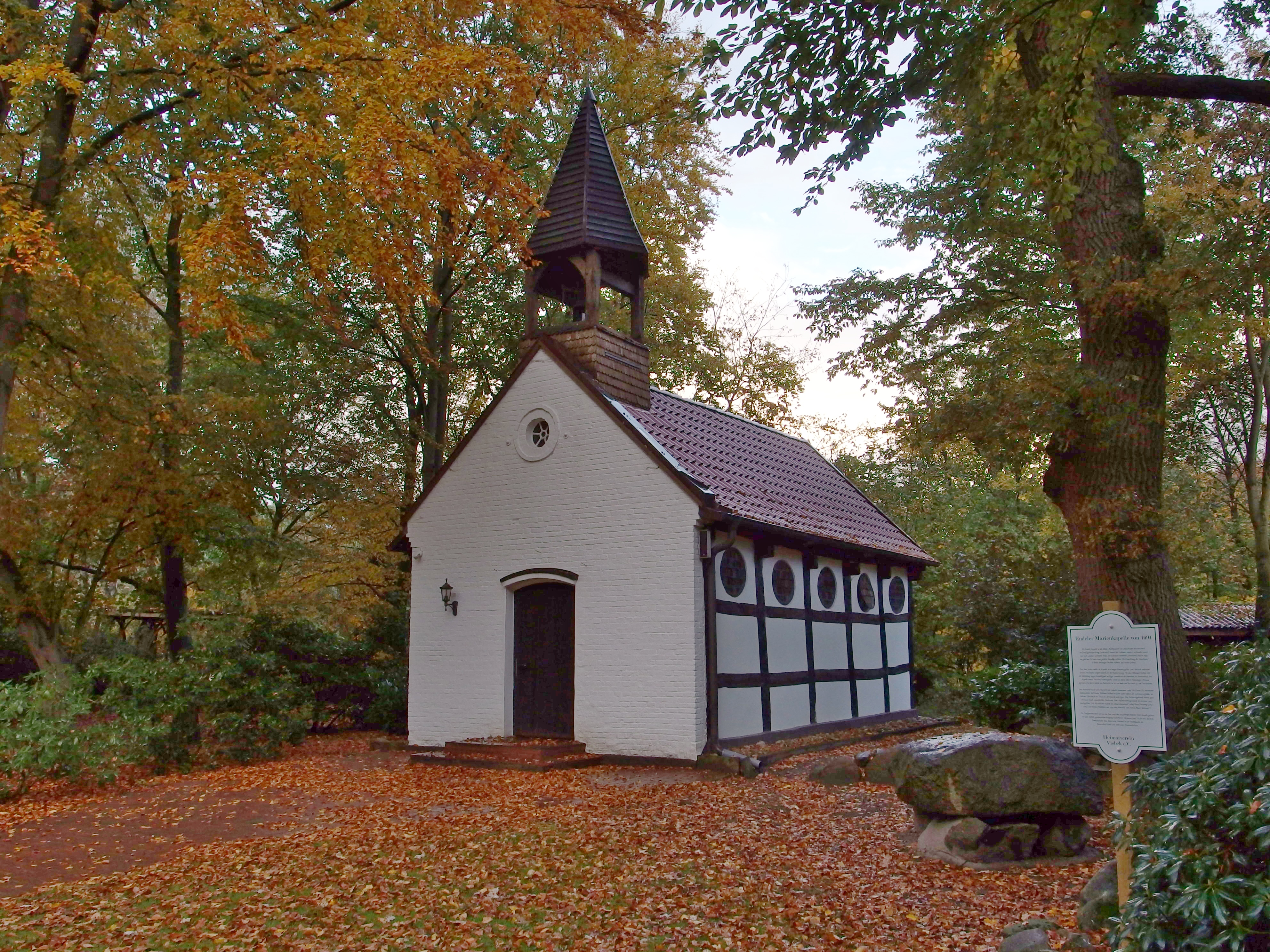
Marienkapelle Endel

Die Marienkapelle ist eine der Heiligen Jungfrau Maria geweihte katholische Kapelle in der Visbeker Bauerschaft Endel im Oldenburger Münsterland.

## Geschichte
Die Endeler Marienkapelle ist die älteste Beichtkapelle im Oldenburger Münsterland; denn in der Bauerschaft Endel hatte es bereits im 15. Jahrhundert eine Kapelle gegeben. Nach schwerer Beschädigung im Dreißigjährigen Krieg (1618–1648) fand sich dort im Jahre 1668 nur noch eine Ruine. Die jetzige Kapelle wurde 1694 erbaut und 1697 eingeweiht. Das Kirchlein sollte 1830 wegen Baufälligkeit abgebrochen werden, wurde jedoch instand gesetzt. Von 1883 bis 1884 wurde die Kapelle umgebaut. Das Fachwerk wurde 1965 in der heutigen Form restauriert, die Fenster und die Fassade 1969.

## Baubeschreibung
Das in einem Eichenhain gelegene Gotteshaus ist ein Fachwerkbau mit Dachreiter unter Satteldach. An den Seiten unter der Traufe moderne Ochsenaugen. Die Giebelseite mit Eingang wurde in geschlämmtem Backstein erneuert. Zwei Wappenscheiben sind auf 1694 datiert. Im Inneren befindet sich eine niedrige Holzbalkendecke.

## Ausstattung
Eine über dem Altar an der Ostwand angebrachte Pietà (1694) ist von Bernd Meiering (1631–1703) aus Rheine. Die mit Festons und Rocaillen verzierte Kommunionbank stammt aus dem späten 18. Jahrhundert. Die Kapelle hat eine bronzene Glocke und verfügt über 50 Sitzplätze.